# Michałkowice (województwo opolskie)
Michałkowice (niem. Michelsdorf) – wieś w Polsce położona w województwie opolskim, w powiecie głubczyckim, w gminie Branice.
Leży na terenie Nadleśnictwa Prudnik (obręb Prudnik).

## Historia
Miejscowość rozwinęłą się z funkcjonującego tu folwarku Skurschuetz, zakupionego w 1798 r. przez starostę Michała Haugwitza. Wybudował on pierwszych 20 domów a nową osadę nazwano od jego imienia Michelsdorf. Pod koniec XIX wieku wieś liczyła już 230 mieszkańców, zamieszkałych w ponad 50 domach na obszarze 240 hektarów, jednak w 1895 została ona przyłączona do Branic jako kolonia.
W latach 1975–1998 miejscowość administracyjnie należała do ówczesnego województwa opolskiego.